# Bekaert (geslacht)
Bekaert is een Belgische familie waarvan leden sinds 1966 tot de Belgische adel behoren.

## Geschiedenis
Leo Leander Bekaert (1855-1936) is de stamvader van de bestuurders- en industriële familie Bekaert. Hij was oprichter van staalbedrijf Bekaert en burgemeester van Zwevegem. Op 18 mei 1966 werd zijn kleinzoon, Antoine Bekaert (1930-1990), eveneens burgemeester van Zwevegem en industrieel, opgenomen in de erfelijke Belgische adel met de titel van baron overgaande bij eerstgeboorte. Anno 2017 waren er nog drie adellijke mannelijke telgen in leven, de laatste geboren in 1991.

## Wapenbeschrijving
- 1966: Van zilver, met een linkerschuinbalk van keel, beladen met drie sterren van goud, en vergezeld van twee populieren op een grasgrond van sinopel. Het schild overtopt met een helm van zilver, gekroond, getralied, gehalsband en omboord van goud, gevoerd en gehecht van keel, met dekkleden van zilver en van keel. Helmteken: een ster van het schild tussen twee ruggelings afgewende halve vluchten van keel. Wapenspreuk: 'Semper in caritate' van zilver, op een losse band van keel. Bovendien voor de [titularis] het schild getopt met een baronnenkroon, en gehouden door twee paarden van zilver.

## Genealogie
- Leo Leander Bekaert (1855-1936), burgemeester van Zwevegem en oprichter en voorzitter van staalbedrijf Bekaert
  - Maurice Bekaert (1890-1933)
    - Geneviève Bekaert (1927), trouwde met graaf Wenceslas de T'Serclaes (1924-2012), architect, genealoog en bestuurder van Bekaert. Ze waren de ouders van politica gravin Nathalie de T'Serclaes.
    - Nicole Bekaert (1928-2011), trouwde met graaf Charles-Antoine de Liedekerke (1923-2913), gemeenteraadslid van Bertem en bestuurder van Bekaert.
    - Jacqueline Bekaert (1930-2001), trouwde met André Pirmez (1922-2011), kleinzoon van Maurice Pirmez. Hun dochter trouwde met een zoon van François Vaxelaire.

  - Leon Antoine Bekaert (1891-1961), burgemeester van Zwevegem, voorzitter van Bekaert en voorzitter van het ACVW, Fabrimetal, VBN en UNICE.
    - Monique Bekaert (1923-2004), trouwde met baron Marc Verhaeghe de Naeyer (1913-2003), voorzitter van de raad van bestuur van Bekaert en voorzitter van Fabrimetal. Ze waren de ouders van jhr. Thierry Verhaeghe de Naeyer (1947), voorzitter van de raad van bestuur van Bekaert.
    - Antoine baron Bekaert (1930-1990), burgemeester van Zwevegem, voorzitter van Bekaert en voorzitter van het VKW en UNIAPAC.
      - Jkvr. Anne Bekaert (1956), trouwde met jhr. Thierry Storme (1948), zoon van jhr. Guy Storme, burgemeester van Drongen en industrieel.
      - Léon-Thomas baron Bekaert (1958), chef de famille
        - Jhr. Léon-Philippe Bekaert (1987), vermoedelijke opvolger als chef de famille
        - Jkvr. Virginie Bekaert (1989), trouwde met jhr. François De Keuleneer (1988), zoon van bestuurder Eric De Keuleneer.

  - Marie-Louise Bekaert (1894-1949), trouwde met Joseph van den Berghe (1886-1942), raadsheer in het hof van beroep in Brussel. Hun dochter huwde met Pierre Nieuwenhuys (1919-2012), zoon van Jean (John) Nieuwenhuys, burgemeester van Beuzet en achterkleinzoon van Adolphe Bosquet en Ernest Solvay.
  - Marie-Antoinette Bekaert (1896-1963), trouwde met Maximilien (Max) Velge (1902-1994). Ze waren de ouders van baron Jean-Charles Velge (die trouwde met een dochter van Jean Van Houtte en wiens kleindzoon trouwde met een telg uit de familie Emsens) en jhr. Léon Velge en de grootouders van Maxime Jadot.
  - Isabelle Bekaert (1897-1986), trouwde met Jules Velge (1891-1967), burgemeester van Brasschaat. Hun kleinzoon jhr. Louis Jacobs van Merlen (1948) trouwde met een dochter van André Waterkeyn, en ze waren de ouders van baron Maurice Velge.